# Rinofaringe
Si definisce rinofaringe o nasofaringe la parte superiore della faringe, posta tra la volta faringea e la faccia superiore del palato molle. Essa mette in comunicazione le due fosse nasali con l'orofaringe, situata più in basso, oltre il palato molle.

## Posizione e rapporti
Anteriormente la rinofaringe è in rapporto con le cavità nasali tramite le coane.
La parete posteriore, volta verso lo spazio retrofaringeo (occupato in gran parte da connettivo lasso), è in rapporto di contiguità con le fasce connettivali e il muscolo costrittore superiore della faringe, situato davanti alla prima vertebra cervicale. Sulle due pareti laterali si aprono le due trombe di Eustachio, due sottili canali che arrivano sino alla cassa del timpano nell'orecchio medio e ne garantiscono una adeguata aerazione.

## Funzione
La rinofaringe fa parte strutturalmente dell'apparato respiratorio: attraverso tale cavità l'aria proveniente dal naso viene incanalata nell'orofaringe. Essa partecipa anche alla funzione fonatoria. Nell'atto della deglutizione il velo palatino si solleva, separandola dall'orofaringe per favorire l'ingestione ed evitare che il cibo possa insinuarsi nelle cavità nasali. All'interno della nasofaringe si trovano strutture appartenenti al sistema immunitario. Infatti è ricca di strutture linfoidi all'interno della mucosa, addensate sulla volta faringea le tonsille faringee o adenoidi, particolarmente sviluppate nei bambini.

## Patologie
Le principali patologie della nasofaringe comprendono processi infiammatori acuti o cronici delle vegetazioni adenoidi, che possono limitare la funzione respiratoria, e neoplasie come il carcinoma della faringe. Quest'ultimo è un tumore maligno, associato talvolta alla presenza del virus di Epstein-Barr, raro nella popolazione generale ma estremamente diffuso in Cina: 25 casi per 100.000 persone. All'interno di questa popolazione il carcinoma colpisce maggiormente gli adulti, specialmente nel Guangdong, dove la prevalenza della patologica è più di 20 volte maggiore rispetto al resto del mondo. La causa di questa enorme differenza di prevalenza è sconosciuta; nel caso della Cina è stato ipotizzato un ruolo dell'alimentazione, ricca di verdure salate, pesce e carne. È diffuso inoltre in Africa tra i bambini.